# Turski čaj
Turski čaj (tur. çay, türk çayı) je vrsta čaja koja je popularna uglavnom u Turskoj i okolnim zemljama, te Bosni i Hercegovini, Albaniji i Kosovu.

## Uvod
Turski čaj je crni čaj, koji se konzumira bez mlijeka, proizvodi se na istočnoj obali Crnog mora, gdje je klima blaga s mnogo padavina, a tlo plodno. Turski čaj se tipično radi koristeći dvije posude (jedna na drugoj), zvane čajdanluci (tur. çaydanlık), specijalno dizajnirane za pripremu čaja. Voda se pristavlja u donju, širu posudu gdje se kuha, a kasnije se dio vode koristi za lijevanje u manju gornju posudu, te se ubacuje samljevena masa lišća čaja, što proizvodi vrlo jak čaj. Kada se servira, ostatak vode iz donje posude lijeva se prema individualnoj bazi, dajući svakom izbor od blagog (tur. açık), srednjeg (tur. tavşan kanı - doslovno "zečija krv"), do jakog napitka (tur. koyu - doslovno "taman" ili "mračan"). 
Čaj se pije obično s kockama šećera (tur. kesme şeker) iz malih čaša oblika tulipana, koje se stavljaju u mali tanjur, "da se konzument ne bi opržio", jer se čaj servira vruć.
Turska je 2004. godine proizvela 205.500 tona čaja (6,4% ukupne svjetske proizvodnje), te je jedno od najvećih tržišta čaja u svijetu, s 120.000 tona koje su ostale za domaću upotrebu, a ostatak je izvezen. Iste godine, Turska je imala najveću potrošnju čaja po stanovniku u svijetu, od 2,5 kg po osobi - prestižući Ujedinjeno Kraljevstvo (koje je imalo 2,1 kg/osobi). Čaj se uglavnom uzgaja u provinciji Rize na obali Crnog mora.

## Pozadina
Čaj je bitan dio turske kulture i to je najčešće konzumirano toplo piće, usprkos dugoj povijesti konzumiranja kave. Serviranje čaja gostima, iskaz je ljubaznosti u Turskoj. Čaj se obično pravi u domaćinstvima, restoranima i najčešće u tzv. kıraathane-ma, koje su mjesta za društvena okupljanja turskih muškaraca. Usprkos popularnosti čaj je postao široko konzumirano piće u Turskoj, tek u 20. stoljeću. Ljudi ohrabrivani da kao alternativu kavi koriste čaj, koja je postala skupa za vrijeme i nakon Prvog svjetskog rata. Nakon gubitka jugoistočnih teritorija poslije pada Osmanlijskog Carstva, kava je postala skupa za uvoz. Pod urgiranjem osnivača republike, Ataturka, narod Turske okrenuo se čaju zbog dostupnosti domaćih resursa.